# Mittelrheinpokal 2019/20
Der Mittelrheinpokal 2019/20 war die 28. Austragung im Fußball-Mittelrheinpokal der Männer, der vom Fußball-Verband Mittelrhein veranstaltet wurde. Der Wettbewerb wurde nach einem Sponsor Bitburger-Pokal oder nach dem Verband FVM-Pokal genannt. Der Sieger qualifizierte sich für die erste Hauptrunde des DFB-Pokal 2020/21. 

## Modus
Der Mittelrheinpokal wurde im K.-o.-System ausgetragen. In jeder Runde gab es ein Spiel. Wenn ein Spiel nach 90 Minuten unentschieden stand, wurde es um zweimal 15 Minuten verlängert. Wäre danach immer noch keine Entscheidung gefallen, hätte ein Elfmeterschießen gefolgt. Die jeweils klassentiefere Mannschaft hatte bis einschließlich des Halbfinales Heimrecht. Eine Ausnahme bildeten in der ersten Runde die Kreispokalsieger, die als Belohnung für ihren Titel in der ersten Runde Heimrecht hatten. Alle Runden wurden aus einem einzigen Lostopf ohne Einschränkungen ausgelost. Eine Ausnahme bildete auch hier die erste Runde, in der weder Kreispokalsieger noch Mannschaft aus dem gleichen Kreis aufeinander treffen konnten. Davon ausgenommen waren die höherklassigen Vereine, die nicht an den Kreispokalen teilnahmen (3. Liga und Regionalliga West). Das Finale wurde am 22. August 2020 im Sportpark Nord in Bonn ausgetragen.

## Teilnehmende Mannschaften
Für den Mittelrheinpokal 2019/20 qualifizierten sich automatisch die Vereine aus dem Verbandsgebiet, die in der 3. Liga und der Regionalliga West 2018/19 spielten. Dazu kommen die drei erstplatzierten Mannschaften aus den Kreispokalwettbewerben der Kreise Aachen, Berg, Bonn, Düren, Euskirchen, Heinsberg, Köln, Rhein-Erft und Sieg.
Am Mittelrheinpokal 2019/20 nehmen folgende Mannschaften teil (Kreispokalsieger fett):
- 3. Liga
  - FC Viktoria Köln
- Regionalliga
  - Alemannia Aachen (Titelverteidiger), Bonner SC, SC Fortuna Köln, SV Bergisch Gladbach 09
- Kreis Aachen
  - SV Breinig (ML), SV Rott (LL), Rasenport Brand (BL)
- Kreis Berg
  - SSV Homburg-Nümbrecht (LL), SV Altenberg (BL), SV Eintracht Hohkeppel (BL)
- Kreis Bonn
  - Blau-Weiß Friesdorf (ML), SSV Merten (LL), VfL Alfter (LL)
- Kreis Düren
  - 1. FC Düren (ML), Viktoria Arnoldsweiler (ML), Jugendsport Wenau (BL)
- Kreis Euskirchen
  - SC Germania Erftstadt-Lechenich (LL), TuS Chlodwig Zülpich (BL), TuS Mechernich (BL)
- Kreis Heinsberg
  - FC Wegberg-Beeck (ML), Union Schafhausen (LL), SG Union 94 Würm-Lindern (BL)
- Kreis Köln
  - FC Pesch (ML), SV Schlebusch (LL), VfL Rheingold Poll (BL)
- Kreis Rhein-Erft
  - Spvg Wesseling-Urfeld (ML), BCV Glesch-Pfaffendorf (LL), Blau-Weiß Kerpen (BL)
- Kreis Sieg
  - FC Hennef 05 (ML), TSV Germania Windeck (LL), Wahlscheider SV (BL)

## 1. Runde
Die erste Runde wurde am 7. Oktober 2019 ausgelost. Die Partien wurden vom 19. bis 31. Oktober 2019 ausgetragen.
| Datum             |                                      | Ergebnis  |                               |
| ----------------- | ------------------------------------ | --------- | ----------------------------- |
| 19.10.2019, 14:30 | 1. FC Düren (ML)                     | 2:1       | VfL Alfter (LL)               |
| 19.10.2019, 15:00 | Blau-Weiß Friesdorf (ML)             | 1:0       | TuS Mechernich (BL)           |
| 20.10.2019, 15:00 | SV Altenberg (BL)                    | 6:2       | VfL Rheingold Poll (BL)       |
| 20.10.2019, 15:00 | BCV Glesch-Pfaffendorf (LL)          | 2:0       | Jugendsport Wenau (BL)        |
| 20.10.2019, 15:00 | TuS Chlodwig Zülpich (BL)            | 4:0       | Blau-Weiß Kerpen (BL)         |
| 20.10.2019, 15:00 | SV Schlebusch (LL)                   | 4:1       | SG Union 94 Würm-Lindern (BL) |
| 20.10.2019, 15:00 | SSV Merten (LL)                      | 4:0       | SSV Homburg-Nümbrecht (LL)    |
| 20.10.2019, 15:00 | SV Breinig (ML)                      | 1:2 n. V. | Viktoria Arnoldsweiler (ML)   |
| 20.10.2019, 15:00 | TSV Germania Windeck (LL)            | 1:0       | Spvg Wesseling-Urfeld (ML)    |
| 20.10.2019, 16:30 | SV Rott (LL)                         | 1:2       | SV Eintracht Hohkeppel (BL)   |
| 20.10.2019, 17:00 | Union Schafhausen (LL)               | 2:0       | Wahlscheider SV (BL)          |
| 22.10.2019, 19:00 | FC Wegberg-Beeck (ML)                | 2:0       | Bonner SC (RL)                |
| 23.10.2019, 19:00 | SC Germania Erftstadt-Lechenich (LL) | 1:3       | SV Bergisch Gladbach 09 (RL)  |
| 30.10.2019, 19:00 | FC Hennef 05 (ML)                    | 1:0       | FC Viktoria Köln (3L)         |
| 30.10.2019, 19:30 | FC Pesch (ML)                        | 2:0       | SC Fortuna Köln (RL)          |
| 31.10.2019, 19:00 | Rasenport Brand (BL)                 | 0:5       | Alemannia Aachen (RL)         |

## Achtelfinale
Die zweite Runde wurde am 30. Oktober 2019 ausgelost. Die Partien wurden am 23. November und 15. Dezember 2019 ausgetragen.
| Datum             |                             | Ergebnis  |                              |
| ----------------- | --------------------------- | --------- | ---------------------------- |
| 23.11.2019, 12:00 | SV Eintracht Hohkeppel (BL) | 0:4       | 1. FC Düren (ML)             |
| 23.11.2019, 14:00 | SV Altenberg (BL)           | 0:1       | FC Hennef 05 (ML)            |
| 23.11.2019, 14:00 | Union Schafhausen (LL)      | 0:1       | FC Pesch (ML)                |
| 23.11.2019, 14:00 | Blau-Weiß Friesdorf (ML)    | 4:1       | FC Wegberg-Beeck (ML)        |
| 23.11.2019, 14:00 | Alemannia Aachen (RL)       | 3:1       | SV Bergisch Gladbach 09 (RL) |
| 23.11.2019, 14:00 | TSV Germania Windeck (LL)   | 3:1 n. V. | SV Schlebusch (LL)           |
| 23.11.2019, 15:00 | SSV Merten (LL)             | 2:5       | Viktoria Arnoldsweiler (ML)  |
| 15.12.2019, 14:00 | TuS Chlodwig Zülpich (BL)   | 2:3       | BCV Glesch-Pfaffendorf (LL)  |

## Viertelfinale
Das Viertelfinale wurde am 11. Dezember 2019 ausgelost. Die Spiele wurden am 26. Februar 2020 ausgetragen.
| Datum             |                             | Ergebnis  |                             |
| ----------------- | --------------------------- | --------- | --------------------------- |
| 26.02.2020, 19:00 | BCV Glesch-Pfaffendorf (LL) | 1:2       | 1. FC Düren (ML)            |
| 26.02.2020, 19:00 | FC Hennef 05 (ML)           | 0:2       | Alemannia Aachen (RL)       |
| 26.02.2020, 19:30 | TSV Germania Windeck (LL)   | 0:6 n. V. | Viktoria Arnoldsweiler (ML) |
| 26.02.2020, 19:30 | Blau-Weiß Friesdorf (ML)    | 0:3       | FC Pesch (ML)               |

## Halbfinale
Die Halbfinalbegegnungen wurden am 9. Juli ausgelost und fanden am 15. und 16. August 2020 statt.
| Datum                  |                  | Ergebnis |                             |
| ---------------------- | ---------------- | -------- | --------------------------- |
| 15. August 2020, 17:00 | 1. FC Düren (ML) | 2:0      | Viktoria Arnoldsweiler (ML) |
| 16. August 2020, 15:00 | FC Pesch (ML)    | 1:2      | Alemannia Aachen (RL)       |

## Finale
| 1. FC Düren                                           | 1. FC Düren | Alemannia Aachen | Alemannia Aachen |
| ----------------------------------------------------- | --- | --- | ---------------- |
| 1. FC Düren                                           | \| 22. August 2020 um 16:45 Uhr in Bonn (Sportpark Nord) \| \| Ergebnis: 1:0 (1:0) \| \| Schiedsrichter: Christian Scheper (Troisdorf) \| \| Spielbericht \| | \| 22. August 2020 um 16:45 Uhr in Bonn (Sportpark Nord) \| \| Ergebnis: 1:0 (1:0) \| \| Schiedsrichter: Christian Scheper (Troisdorf) \| \| Spielbericht \| | Alemannia Aachen |
| 1. FC Düren                                           | Kevin Jackmuth, Adis Omerbasic, Jannis Becker, Mario Weber, Marvin Steiger, Markus Wipperfürth (60. Günter Mabanza), David Pütz, Gjorgji Antoski (90+1. Dennis Dreyer), Marvin Störmann, Tiziano Lo Iacono (79. Daniel Bleja), Marc Brasnic (70. Kanischka Taher) Cheftrainer: Giuseppe Brunetto | Joshua Mroß, Steven Rakk (33. Oluwabori Falaye), Peter Hackenberg, Alexander Heinze, Takashi Uchino, Marco Müller, Stipe Batarilo, Florian Rüter, Kai-David Bösing (65. Nils Blumberg), Robin Garnier (82. Matti Fiedler), Vincent Boesen Cheftrainer: Stefan Vollmershausen | Alemannia Aachen |
| 1. FC Düren                                           | 1:0 Omerbasic (19) | | Alemannia Aachen |
| 1. FC Düren                                           | Pütz (36.), Antoski (44.), Becker (85.), Omerbasic (90.+1') | Boesen (24.), Müller (80.) | Alemannia Aachen |
| 22. August 2020 um 16:45 Uhr in Bonn (Sportpark Nord) | | |                  |
| Ergebnis: 1:0 (1:0)                                   | | |                  |
| Schiedsrichter: Christian Scheper (Troisdorf)         | | |                  |
| Spielbericht                                          | | |                  |